# Volby do Senátu Parlamentu České republiky

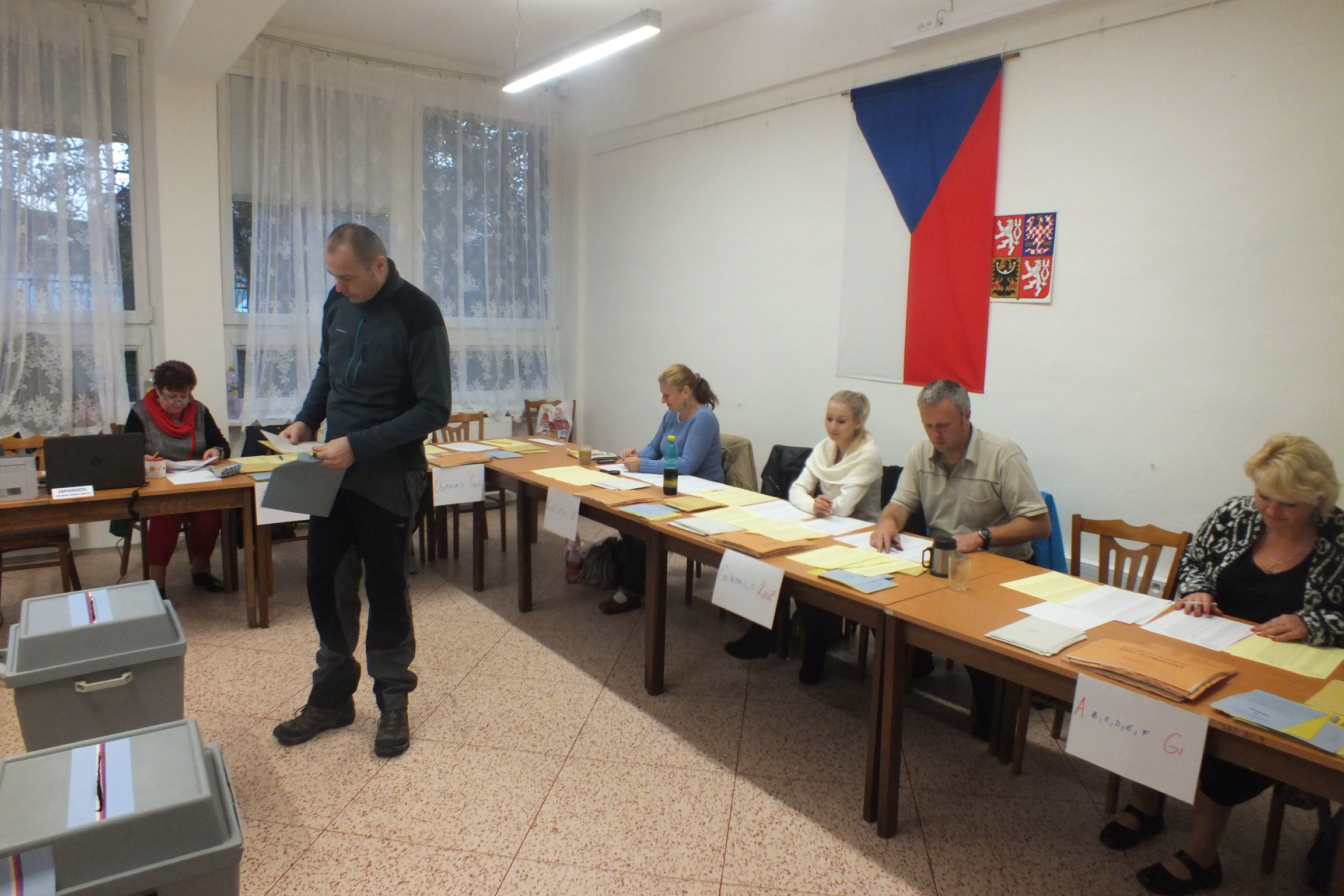
Volby do Senátu České republiky ve volebním okrsku č. 70 v Olomouci

Volby do Senátu Parlamentu České republiky upravuje zákon o volbách do Parlamentu České republiky (č. 247/1995 Sb.). Poprvé se uskutečnily v listopadu 1996, kdy byla zvolena třetina senátorů na 6 let, třetina na 4 roky a třetina na 2 roky. Od té doby se každé 2 roky znovu volí třetina senátorů. Volby jsou zpravidla dvoukolové – pokud některý kandidát nezíská již v prvním kole nadpoloviční podíl hlasů, ve druhém kole se rozhoduje mezi prvními dvěma umístěnými kandidáty. Volební účast bývá poměrně nižší než v jiných typech voleb v Česku.
Od počátku roku 2026 je ústavou stanoven pevný termín konání řádných senátních voleb, jímž je první celý týden v říjnu.

## Volební systém

Volební obvody při volbách do Senátu

Volby do Senátu se konají tajným hlasováním na základě všeobecného, rovného a přímého volebního práva podle dvoukolového většinového systému. Vyhlašuje je v zákonem stanovených lhůtách prezident České republiky. Senátní volby se konají v sudých letech mezi zářím a listopadem. Od roku 1998 se první kola senátních voleb konají střídavě společně s volbami do zastupitelstev obcí (1998, 2002, 2004,…) a volbami do zastupitelstev krajů (2000, 2004, 2008,…).
Volby probíhají v 81 jednomandátových obvodech, každé 2 roky v jedné třetině obvodů, za každý obvod je zvolen 1 kandidát. Volební obvody jsou pevně určené zákonem. Do roku 2018 bylo vymezení obvodů pravidelně každé dva roky na základě § 59 zákona o volbách do Parlamentu České republiky novelizováno tak, aby se počet obyvatel v žádném volebním obvodu nelišil k 1. lednu volebního roku o více než 15 % od průměrného počtu obyvatel připadajících na 1 mandát.
Kandidát je zvolen již v prvním kole, pokud získá nadpoloviční většinu hlasů. Pokud žádný kandidát nadpoloviční většinu nezíská, postupují dva kandidáti s nejvyšším počtem hlasů do druhého kola volby. V druhém kole je pak zvolen ten kandidát, který získá nadpoloviční většinu hlasů.
Volební období senátora trvá 6 let. Pokud senátor není zvolen do dalšího volebního období, mandát mu zaniká uplynutím 6 let. Jelikož se nové volby konají vždy před koncem volebního období, bývá v mezičase mezi volbami a uplynutím 6 let větší množství senátorů než 81, nově zvolení však ještě nemohou vykonávat svou funkci. Po zvolení musí nejprve výsledky vyjít ve sbírce zákonů, poté senátoři dostanou osvědčení, které musí ještě potvrdit mandátový a imunitní výbor. Teprve poté mohou na ustanovující schůzi složit senátorský slib a plnit svůj mandát.

### Volební právo
Aktivní volební právo je stejné jako ve volbách do Poslanecké sněmovny, ale volí se ve zvláště vytvořených obvodech.
Pasivní volební právo se liší tím, že do Senátu může být zvolen občan až od 40 let věku. Kromě kandidátů politických stran, hnutí a koalic může kandidovat i nezávislý kandidát, pokud získá nejméně 1000 podpisů voličů z daného volebního obvodu. Za každého kandidáta musí být také složena kauce ve výši 20 000 Kč. Pro financování kampaně je nutné mít nejpozději do 5 dnů od vyhlášení voleb účet.
Volební lístky musí být dodané voličům nejpozději tři dny před volbami. Pro každého kandidáta je vydán samostatný hlasovací lístek, volič dává hlas přímo jednotlivému kandidátovi tím, že lístek s jeho jménem vybere a v úřední obálce vhodí do hlasovací urny ve volební místnosti.

### Opakované volby, opakované hlasování a doplňovací volby
Opakované volby se konají, pokud nebyl zvolen žádný z kandidátů, nebo pokud Nejvyšší správní soud shledá jako opodstatněný návrh na neplatnost voleb. Opakované volby se uskutečnily dosud pouze v roce 2017 v obvodě č. 4 – Most, neboť rozhodnutím Nejvyššího správního soudu z listopadu 2016 byly zneplatněny řádné volby uskutečněné v říjnu 2016, a to kvůli nelegitimní kandidatuře Aleny Dernerové za hnutí Severočeši.cz, která je vyhrála. V opakovaných volbách v lednu 2017 Dernerová opět zvítězila, tentokrát za stranu Spojení demokraté – Sdružení nezávislých, čímž obhájila svůj mandát.
Opakované hlasování se koná, pokud Nejvyšší správní soud shledá jako opodstatněný návrh na neplatnost voleb. K opakovanému hlasování dosud nedošlo.
Pokud v průběhu volebního období mandát senátora zanikl (např. vzdání se mandátu, úmrtí, zvolení do jiné funkce neslučitelné s úřadem senátora), konají se do 90 dnů v daném senátním obvodu doplňovací volby. Nově zvolený senátor svůj mandát vykonává jen po zbytek volebního období ze zaniklého mandátu. Doplňovací volby se nekonají v posledním roce před uplynutím volebního období senátora. Doplňovací volby se v různých obvodech uskutečnily v letech 1999, 2003 (ve dvou obvodech), 2004 (ve dvou obvodech), 2007 (ve dvou obvodech), 2011, 2014 (ve dvou obvodech), 2018 (ve dvou obvodech), 2019, 2020 a 2025.

## Jednotlivé volby

Mapa rozdělení senátních volebních obvodů do třetin:
1. třetina (1998, 2016, 2028 atd.)
2. třetina (2000, 2018, 2030 atd.)
3. třetina (2002, 2014, 2026 atd.)

V prvních volbách roku 1996 byla třetina senátorů zvolena na 6 let, třetina na 4 roky a třetina na 2 roky. Od voleb 1998 se každé 2 roky volí třetina senátorů.
| Pořadí | Datum                  | Článek                                          | Obvody | Obvody | Obvody | Poznámka                |
| ------ | ---------------------- | ----------------------------------------------- | ------ | ------ | ------ | ----------------------- |
| 1.     | 15.–16. listopadu 1996 | Volby do Senátu Parlamentu České republiky 1996 | 1      | 2      | 3      | volby ve všech obvodech |
| 2.     | 13.–14. listopadu 1998 | Volby do Senátu Parlamentu České republiky 1998 | 1      |        |        |                         |
| 3.     | 12. listopadu 2000     | Volby do Senátu Parlamentu České republiky 2000 |        | 2      |        | pouze jeden volební den |
| 4.     | 25.–26. října 2002     | Volby do Senátu Parlamentu České republiky 2002 |        |        | 3      |                         |
| 5.     | 5.–6. listopadu 2004   | Volby do Senátu Parlamentu České republiky 2004 | 1      |        |        |                         |
| 6.     | 20.–21. října 2006     | Volby do Senátu Parlamentu České republiky 2006 |        | 2      |        |                         |
| 7.     | 17.–18. října 2008     | Volby do Senátu Parlamentu České republiky 2008 |        |        | 3      |                         |
| 8.     | 15.–16. října 2010     | Volby do Senátu Parlamentu České republiky 2010 | 1      |        |        |                         |
| 9.     | 12.–13. října 2012     | Volby do Senátu Parlamentu České republiky 2012 |        | 2      |        |                         |
| 10.    | 10.–11. října 2014     | Volby do Senátu Parlamentu České republiky 2014 |        |        | 3      |                         |
| 11.    | 7.–8. října 2016       | Volby do Senátu Parlamentu České republiky 2016 | 1      |        |        |                         |
| 12.    | 5.–6. října 2018       | Volby do Senátu Parlamentu České republiky 2018 |        | 2      |        |                         |
| 13.    | 2.–3. října 2020       | Volby do Senátu Parlamentu České republiky 2020 |        |        | 3      |                         |
| 14.    | 23.–24. září 2022      | Volby do Senátu Parlamentu České republiky 2022 | 1      |        |        |                         |
| 15.    | 20.–21. září 2024      | Volby do Senátu Parlamentu České republiky 2024 |        | 2      |        |                         |

Senátní obvody:
- 1 = 1, 4, 7, 10, 13, 16, 19, 22, 25, 28, 31, 34, 37, 40, 43, 46, 49, 52, 55, 58, 61, 64, 67, 70, 73, 76, 79
- 2 = 2, 5, 8, 11, 14, 17, 20, 23, 26, 29, 32, 35, 38, 41, 44, 47, 50, 53, 56, 59, 62, 65, 68, 71, 74, 77, 80
- 3 = 3, 6, 9, 12, 15, 18, 21, 24, 27, 30, 33, 36, 39, 42, 45, 48, 51, 54, 57, 60, 63, 66, 69, 72, 75, 78, 81

### Obsazení senátních obvodů po řádných volbách

2008
2010
2012
2014
2016
2018
2020
2022
2024

### Senátoři zvolení v prvním kole
Pokud kandidát získá v prvním kole nadpoloviční většinu všech hlasů, stává se senátorem již po prvním kole. Za dobu trvání Senátu bylo do roku 2025 včetně v prvním kole zvoleno 22 kandidátů.

## Volební účast
První volby do obnoveného Senátu po sametové revoluci se konaly roku 1996 za poměrně malé účasti voličů, přestože tyto volby byly (a pokud nedojde ke změně ústavy i budou) jediné, kdy se volilo na celém území státu. V následujících letech pak volební účast kolísala, ale vždy byla nižší než poloviční. V porovnání s ostatními druhy voleb je nízká.
Podle oficiálních výsledků řádných voleb.
|  | nejvyšší volební účast |  | nejnižší volební účast |

| Rok  | 1. kolo | 2. kolo |
| ---- | ------- | ------- |
| 1996 | 35,03 % | 30,63 % |
| 1998 | 42,37 % | 20,36 % |
| 2000 | 33,72 % | 21,56 % |
| 2002 | 24,10 % | 32,55 % |
| 2004 | 28,97 % | 18,41 % |
| 2006 | 42,09 % | 20,73 % |
| 2008 | 39,52 % | 29,85 % |
| 2010 | 44,59 % | 24,64 % |
| 2012 | 34,90 % | 18,60 % |
| 2014 | 38,62 % | 16,69 % |
| 2016 | 33,54 % | 15,38 % |
| 2018 | 42,26 % | 16,49 % |
| 2020 | 36,74 % | 16,74 % |
| 2022 | 42,65 % | 19,44 % |
| 2024 | 30,47 % | 17,54 % |